# Schiffskatastrophe
Eine Schiffskatastrophe ist ein besonders schwerer Seeunfall.

## Einzelheiten
Schiffskatastrophen sind nach allgemeinem Verständnis Seeunfälle beim Betrieb eines Schiffes, beispielsweise durch Feuer, Explosionen, Wassereinbruch oder Schiffsverlust, die zu außergewöhnlich schweren Schadensereignissen führen. Sie definieren sich zum einen über verhältnismäßig hohe Zahlen an Todesopfern und zum anderen über außergewöhnlich große Umweltverschmutzungen.
In Zahlen gefasst spricht man bei über 50 (andere Quellen über 100) Todesopfern ersten und zweiten Grades von einer Schiffskatastrophe (geschlossene Katastrophe). Katastrophen durch Umweltverschmutzung sind schwieriger zuzuordnen, da die Definition des Schadensereignisses im Bezug auf die Meeresumwelt von zahlreichen Faktoren, wie zum Beispiel der Art, Menge und Toxizität des Schadstoffes sowie der Sensibilität und Schutzwürdigkeit des betroffenen Meeresabschnitts abhängen. Als Vergleichsäquivalent kann ein Tankschiffsunfall in einer Bucht oder einem abgeschlossenen Seegebiet mit 10.000 Tonnen Rohöl als Katastrophe angesehen werden.